# Dicallaneura ribbei
Dicallaneura ribbei är en fjärilsart som beskrevs av Johannes Karl Max Röber 1886. Dicallaneura ribbei ingår i släktet Dicallaneura och familjen Riodinidae. Inga underarter finns listade i Catalogue of Life.